# جمعية الإمارات للفنون التشكيلية
جمعية الإمارات للفنون الجميلة هي جمعية غير ربحية للمهنيين الفنيين في دولة الإمارات العربية المتحدة ، تأسست عام 1980.  يقع المكتب الرئيسي في الشارقة ، وهناك فروع للجمعية في أبو ظبي ورأس الخيمة وخورفكان .

## حول
جمعية الإمارات للفنون التشكيلية هي عضو في الرابطة العربية للفنون والرابطة الدولية للفنون ، IAA / AIAP والتي يقع المقر الرئيسي لها في باريس ، فرنسا.
تتمثل مهمة جمعية الإمارات للفنون التشكيلية في دعم أعضائها وتعزيز التعليم الفني بين الجمهور من خلال تنظيم المعارض ، بما في ذلك المعرض السنوي في متحف الشارقة للفنون .   كما يصدر عنها مجلة التشكيل الفصلية التي يعود تاريخ إصدارها إلى عام 1984وتسعى الجمعية إلى تعزيز مكانة الفنون التشكيلية في الإمارات من خلال تقديم الدعم والرعاية وحماية حقوق الفنانين وتمثيل الدولة داخلياً وخارجياً وتنظيم الأنشطة والفعاليات ذات الصلة من خلال منظومة عمل مؤسسي تتسم بالجودة والفعالية، معتمدة بذلك على روح المبادرة والتواصل الفاعل والابتكار والتميز.

## فعاليات جمعية الامارات للفنون التشكيلية الشارقة
من أهم الفعاليات التي تنظمها جمعية الامارات للفنون التشكيلية الشارقة:
- المعرض السنوي للجمعية[6]
- معرض في حب زايد لفن الخط العربي والزخرفة الإسلامية[7]
- فعالية جمعية الإمارات الدورية
- معرض الأعضاء الجدد
- جناح الجمعية بمعرض الشارقة الدولي للكتاب
- معرض خط
- دورات في الرسم بالباستيل والرصاص و التصوير الزيتي والمائي ودورات في التصوير الضوئي وفي الخط العربي و الزخرفة والنحت

## الأعضاء البارزين
- ثمار حلواني، رسامة لبنانية. [8]

## روابط خارجية
- - الموقع الرسمي